# Leucochrysa (Nodita) pavida
Leucochrysa (Nodita) pavida is een insect uit de familie van de gaasvliegen (Chrysopidae), die tot de orde netvleugeligen (Neuroptera) behoort. 
Leucochrysa (Nodita) pavida is voor het eerst wetenschappelijk beschreven door Hagen in 1861.